# صموئيل بيرنستاين
صموئيل بيرنستاين (بالفرنسية: Samuel Bernstein)‏ هو مؤرخ فرنسي، ولد في 1898، وتوفي في 1987.